# لوكاس راينر
لوكاس راينر (بالإنجليزية: Lucas Reiner)‏ هو رسام أمريكي، ولد في 17 أغسطس 1960 في لوس أنجلوس في الولايات المتحدة.

## وصلات خارجية
- الموقع الرسمي